# Fuentes pertinax
Espèce
Fuentes pertinax est une espèce d'araignées aranéomorphes de la famille des Salticidae.

## Distribution
Cette espèce se rencontre au Belize, au Costa Rica et au Panama,.

## Description
Le mâle décrit par Ruiz et Brescovit en 2007 mesure 5,00 mm et la femelle 7,20 mm.

## Publication originale
- Peckham & Peckham, 1894 : Spiders of the Marptusa group. Occasional Papers of the Natural History Society of Wisconsin, vol. 2, no 2, p. 85-156 (texte intégral).